# لويز فون بليسين
لويزا شيل فون بليسين (بالدنماركية: Louise von Plessen)‏ (لويز فون بيركينتين؛ ولدت بفيينا، 26 أبريل 1725 – توفيت بتسليه، 14 سبتمبر 1799)؛ كانت سيدة خدم بالقصر الدانماركي قبل أن تصبح وصيفة لأميرة كارولين ماتيلدا.

## السيرة الذاتية
هي ابنة الكونت كريستيان أوغست فون بيركينتين (1694-1758)، السفير الدنماركي إلى النمسا، وزوجته سوزانا مارغريت فون بوينبورج زو هونستين (1697 – 1732) وأمضت طفولتها في فيينا ومع خالتها في دير البروتستانتي.
بين 1740-1744 شغلت منصب وصيفة الملكة صوفي المجدلية من براندنبورغ-كولمباخ زوجة الملك كريستيان السادس من الدنمارك، في 1744 تزوجت من السياسي كريستيان سيغفريد شيل فون بليسين (171 – 1755)، وفي 1761 حاولت تدريس الفتيات في مدرسة خيرية، وبعام 1766 عينت وصيفة في للملكة الجديدة كارولين ماتيلدا من بريطانيا العظمى وأصبحت من المقربات لها، لاحقاً ألقى زوجها الملك كريستيان السابع المريض عقلياً اللوم عليها في عزل الملكة عنها، وشكلت حلقة معارضة له امما أدى في نهاية المطاف إلى نفيها في 1768؛ أولاً إلى موطنها لكن بعد ذلك بسبب خوف من تزايد تأثيرها، نفيت نهائياً إلى تسيله في (ألمانيا حالياً).وفي عام 1772 تم لم شملها مع الملكة المنفية كارولين ماتيلدا .